# De kristallen grot (Jommeke)
De kristallen grot is het 64ste stripverhaal van Jommeke. De reeks wordt getekend door striptekenaar Jef Nys.

## Personages
- Jommeke
- Flip
- Filiberke
- Pekkie
- Choco
- Mirko en Frutti
- kleine rollen: Annemieke, Rozemieke, Marie, Theofiel, burgemeester Zonnedorp, skileraar, burgemeester Zwitserland e.a.

## Verhaal
Wanneer de Miekes op skivakantie gaan in Zwitserland, vragen ze aan Jommeke om op Choco te letten. Kort daarop blijkt dat Jommekes ouder een winnend lot hebben bij een tombola van een plaatselijke winkel. Jommeke gaat de prijs in het gemeentehuis ophalen en daar blijkt dat ze de hoofdprijs gewonnen hebben : een reis voor twee personen naar Zwitserland. Jommeke nodigt meteen Filiberke uit om mee te gaan. Gelukkig willen Jommekes ouders niet mee. Daarop trekken de vrienden, samen met Flip, Pekkie en Choco met de trein naar de bergen. Ze krijgen er skiles wat al snel tot hilarische toestanden leidt.
Na een week kunnen de vrienden al beter weg met de ski's. Wanneer de leraar op zich laat wachten, besluit Filiberke al alleen een berg af te dalen, maar verdwaalt hij en valt hij in een diepe put. Het water brak zijn val. Met een touw dalen Jommeke en Choco af, maar het touw is te kort om hen langs daar opnieuw naar boven te halen. Ze onderzoeken de grot waar een warmwaterbron door loopt en ontdekken een grot vol blinkende stenen. Jommeke vermoedt dat het reuzebergkristallen zijn, uniek in hun soort. Wat verder vinden ze een andere opening en wanneer Pekkie en Flip het touw naar daar kunnen brengen, kunnen ze zich bevrijden. Ze nemen ook enkele kristallen mee naar hun hotel. Wanneer Choco plots met een kristal door het hotel loopt, zien twee ongure mannen dat. Ze denken dat het diamanten zijn en achtervolgen de vrienden wanneer ze de volgende dag opnieuw enkele kristallen willen ophalen. Jommeke wil ze in een lab laten onderzoeken om te zien of ze uniek zijn. De boeven overmeesteren de vrienden echter en stelen de rugzak met kristallen.
Terug in het dorp ontmoeten de vrienden de Mieks die blijkbaar een dorp verder zitten. Ze vertellen dat ze door twee brute mannen omvergelopen werden, waarop Filiberke hun herkent. Ze ontdekken dat de boeven in hun hotel verblijven en het kristal door een geoloog die ook in het hotel verblijft, laten onderzoeken. Flip kan bij de professor binnendringen en hoort zo dat het kristal een unieke steen is, nog zuiverder dan diamant. Kort daarop trekken de boeven terug naar de grot waar ze de diamanten willen roven. De vrienden volgen hen en sluiten hen in de grot op, waarna ze de burgemeester van het dorp verwittigen. Zo worden de boeven gevangengenomen. De grot blijkt openbaar domein te zijn, waardoor de diamanten aan het dorp toebehoren. De burgemeester wil er een rijke diamantindustrie opbouwen. De vrienden krijgen enkele diamanten als beloning.

## Achtergronden bij dit verhaal
- Dit album hoort bij de schatten- en achtervolgingsverhalen waarbij een schat gevonden wordt en deze uit de handen van boeven moet gehouden worden.
- De vrienden trekken voor de tweede keer in de reeks naar Zwitserland, na het album 'De muzikale Bella'. Ze gaan er op wintersport, een in de jaren 1970 opkomende reistrend.
- De Miekes dragen voor het eerst in de reeks niet hun klassieke gele rok, maar een skipak of broek.
- In het album schilt Filiberke vierkante aardappelen, net zoals in het album 'De tocht naar Asnapije'.